# Калифорнија (Леко)
Калифорнија је насеље у Италији у округу Леко, региону Ломбардија.
Према процени из 2011. у насељу је живело 74 становника. Насеље се налази на надморској висини од 248 м.